# Karl Pichelmann

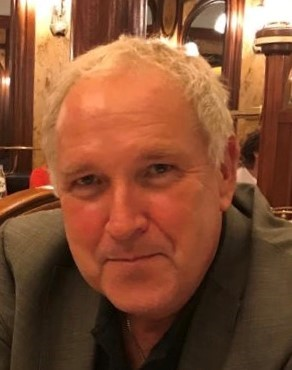
Karl Pichelmann 2024

Karl Pichelmann (* 15. April 1956 in Wien) ist ein österreichischer Ökonom, Autor und langjähriger Berater der Europäischen Kommission.

## Leben und Werdegang
1979 machte Pichelmann seinen Magister in Wirtschaftsinformatik an der Universität Wien. Dort promovierte er auch 1983 in Wirtschaftswissenschaften mit der Dissertation Aspekte der Arbeitsmarktmechanik. Einige Überlegungen zu Mengenkoordinationsprozessen auf strukturierten Arbeitsmärkten. In der Folgezeit publizierte Pichelmann mehrere Bücher sowie zahlreiche wissenschaftliche Aufsätze, während er von 1981 bis 1998 als Dozent und Forscher in der Abteilung Ökonomie am Institut für Höhere Studien in Wien angestellt war. 1997 folgte die Habilitation mit der Venia legendi im Studiengang Volkswirtschaftslehre.
1998 wechselte Pichelmann nach Brüssel, um als Forschungsberater für die Europäische Kommission zu arbeiten. Er übte dort zuletzt die Funktion eines führenden Beraters der Generaldirektion Wirtschaft und Finanzen (Directorate-General for Economic and Financial Affairs) aus, ehe er im Jahr 2021 in den Ruhestand eintrat. Parallel war er von 2001 bis 2014 auch Dozent und Assistenzprofessor an der Brüsseler Université libre de Bruxelles im Institut d'Études Européennes. Von 2015 bis 2021 war er der Delegierte der Europäischen Kommission bei der OECD in deren Bereich Working Party No. 1.
Seit seinem Ruhestand 2021 ist Pichelmann als Gründer der Non-Profit-Organisation Bureau for Ecfin-Sight, The EU in the Global Economy, Analysis and Conversations, Vienna-Brussels in Erscheinung getreten. Ebenfalls übt er die Funktion des Senior Research Associate am Wiener Institut für Internationale Wirtschaftsvergleiche aus und ist Associate Member des Österreichischen Instituts für Wirtschaftsforschung.

## Forschung und Bücher
Die Veröffentlichungen von Pichelmann beschäftigen sich unter anderem mit der Wirtschafts- und Währungsintegration in Europa und der Europäischen Union, den Auswirkungen der Globalisierung sowie den Folgen der Weltfinanzkrise 2007–2008 für die europäischen Arbeitsmärkte und Sozialsysteme. In den 1990er-Jahren forschte Pichelmann zur Länge des Verbleibs von Arbeitnehmern in einem Job und stellte fest, dass eine erhöhte Arbeitsplatzmobilität auf dem österreichischen Arbeitsmarkt herrschte. Auch zu Arbeitslosigkeit und dem Arbeitsmarkt in Österreich forschte er. Dabei ist Pichelmann seit 1982 als Autor, Mitautor oder Herausgeber an verschiedenen Büchern im Bereich Ökonomie beteiligt gewesen. Auch publiziert er in verschiedenen internationalen Fachmagazinen für Wirtschaft, insbesondere mit europäischem Schwerpunkt.

## Bibliografie (Auswahl)
- Pichelmann, Karl: Aspekte der Arbeitsmarktmechanik. Einige Überlegungen zu Mengenkoordinationsprozessen auf strukturierten Arbeitsmärkten. Fachverlag für Wirtschaft u. Technik, Wien 1982.
- Jäger, Albert; Pichelmann, Karl: Another twist on the Austrian Phillips curve. Institut für Höhere Studien: Forschungsbericht Nr. 240, Wien 1987.
- Pichelmann, Karl: Unemployment dynamics, wage flexibility and the NAIRU in Austria. Institut für Höhere Studien: Forschungsbericht Nr. 258, Wien 1989.
- Neudorfer, Peter; Pichelmann, Karl: Rationierungsgleichgewichte am österreichischen Arbeitsmarkt: Modell RAMA 1.0. Institut für Höhere Studien: Forschungsbericht Nr. 269, Wien 1990.
- Elmeskov, Jørgen; Pichelmann, Karl: Unemployment and Labour Force Participation: Trends and Cycle. Eigenverlag OECD, Paris 1993.
- Pichelmann, Karl: Hysteresis in unemployment: a quick refresher note. Institut für Höhere Studien: Forschungsbericht Nr. 329, Wien 1993.
- Brandel, Franz; Hofer, Helmut; Pichelmann, Karl: Verdrängungsprozesse am Arbeitsmarkt. Institut für Höhere Studien: Forschungsbericht Nr. 345, Wien 1994.
- Pichelmann, Karl: The NAIRU concept: a few remarks. OECD, Paris 1997.
- Landesmann, Michael A.; Pichelmann, Karl: Unemployment in Europe: Proceedings of a conference held by Confederation of European Economic Associations. Macmillan, Wien und New York 2000, ISBN 978-0-333-72081-3.
- Arpaia, Alfonso; Pichelmann, Karl: Nominal and real wage flexibility in EMU. European Economy, Economic Papers 281, Brüssel 2007, ISBN 978-92-79-04634-6.
- Pichelmann, Karl: When 'Secular Stagnation' meets Thomas Piketty's capitalism in the 21st century. Growth and Inequality trends in Europe reconsidered. European Economy, Economic Papers 551, Brüssel 2015. ISSN 1725-3187.
- Pichelmann, Karl: Restoring Europe’s Prosperity Triangle: An economist’s perspective on the EU in the 2020s. Eliva Press, Chișinău 2021, ISBN 978-1-63648-479-2.